# 話者指示性
話者指示性（わしゃしじせい）または意識主体照応性（英語: logophoricity）とは、照応関係（英語: binding relation）に関する現象で、意識主体（英語: referent）の発話、思考、または感情が報告される際に、意識主体を指し示すのに形態論的に異なる特殊な照応形式が用いられる現象である。
話者指示性はクロード・アジェージュ（フランス語: Claude Hagège）によって提唱された概念で、アジェージュは、アフリカ諸語において通常の代名詞とは別の、意識主体を指す特別な代名詞が存在することを確認し、これを「話者指示代名詞」（フランス語: les pronoms logophoriques）と名付けた。話者指示代名詞はその先行詞（指示対象である意識主体を表す名詞）と異なる節にしか現れない。
話者指示代名詞は、意識主体をのみ指すため、それ以外の対象は通常の代名詞を使用する必要がある。また、通常の代名詞が使用された場合、話者とは異なる対象を指すことを含意するようになる。話者指示代名詞によって、明示的に意識主体を指し示すことができるため、曖昧性解消する効果がある 。
話者指示性の重要な要素として、それが生起するには話者指示的環境（英: logophoric context）が必要とされる。話者指示的な範疇（語彙として話者指示代名詞など）が存在しない言語であっても、話者指示的環境は存在する場合があり、その際に往々にして長距離再帰形（英: long-distance reflexives）が代わりに現れる。

## 制約
意識主体照応代名詞が用いられる際の制約として、以下のような条件が求められるが、これらの制約を満たさない現象も報告されているため、定義が容易ではない。
1. 話し手以外の個体の言葉や思考を伝える伝達的環境（英: reportive context）
2. 先行詞とは同じ伝達的環境に生起しない。
3. 伝達的環境で伝達されるのは意識主体照応代名詞の先行詞が指す個体の言葉や思考である。

## 例

### ニウェ語
ニウェ語では以下のような話者指示代名詞yèが存在する。この代名詞を用いた時は、意識主体（ここでは発話の主体、発話者）を指すと解釈される。しかし、もし一般的な三人称単数代名詞eが使われた場合、意識主体を指すとは解釈できず、意識主体以外の第三者しか指すことはできない。
Kofi
PR.コフィ
be
言う
yè-dzo.
LOG-離れる
コフィは（彼自身が）去ったと言った。
Kofi
PR.コフィ
be
言う
e-dzo.
3SG-離れる
コフィは（コフィ以外の誰かである）彼・彼女が去ったと言った。

### 日本語
日本語にも話者指示性の範疇があると報告されている。具体的には、以下のような引用文において、「自分」と言うことで意識主体のみを指し、三人称単数男性代名詞「彼」とは対照的な意味を表している。
太郎=は
PR.太郎=TOP
自分=が
LOG/REFL=NOM
賢い
賢い
と
QUOT
言っ-た
言う-PST
太郎が賢いということを、太郎が言った。
太郎=は
PR.太郎=TOP
彼=が
3SG.M=NOM
賢い
賢い
と
QUOT
言っ-た
言う-PST
太郎以外の誰かが賢いということを、太郎が言った。

### アイヌ語
アイヌ語沙流方言では、引用の一人称と呼ばれていた現象が、話者指示性であると報告された。
“asinuma
LOG.SG
arpa=an
行く.SG=LOG.SG
kusu
つもり
ne”
COP
sekor
QUOT
∅=hawean.
3SG=言う
彼女は「私が行くよ」と言った。

## 関連記事
- 再帰
- 話法
- 人称
- エゴフォリシティ